# Zion Williamson
Zion Lateef Williamson (Salisbury, Carolina del Nord; 6 de juliol del 2000) és un jugador de bàsquet estatunidenc que pertany a la plantilla dels Nova Orleans Pelicans de la NBA. Amb 1,98 metres d'alçada, la seva posició habitual és la d'ala-pivot.
Williamson va anar a l'Spartanburg Day School en Spartanburg, Carolina del Sud, on es va consolidar com un dels millors jugadors de la seva categoria. Va liderar al seu equip cap a múltiples títols estatals durant la seva etapa preparatòria. Williamson va ser nomenat McDonald's All-American i Mr. Basketball de South Carolina després del seu últim any a l'institut. Va obtenir reconeixement a nivell estatunidenc pels seus vídeos virals, en els quals exhibeix la seva sorprenent capacitat per a realitzar esmaixades.

## Carrera

### Inicis
Williamson va néixer el 6 de juliol de 2000, a Salisbury, Carolina del Nord. És fill de Lateef Williamson i Sharonda Sampson. Porta el nom de la Muntanya Sion, lloc bíblic situat a Jerusalem, Israel.
Durant la seva infantesa, Williamson va practicar diversos esports, com el futbol i el futbol americà. Als 5 anys es va proposar convertir-se en una estrella del bàsquet universitari. Més tard, amb 9 anys, es va començar a aixecar tots els dies a les 5 del matí per a entrenar i aconseguir el seu objectiu. Va participar en lligues juvenils sota la direcció de la seva mare i va jugar per als Sumter Falcons de l'Amateur Athletic Union (AAU), on es va enfrontar a oponents quatre anys majors que ell. Més endavant, va començar a entrenar amb el seu padrastre Lee Anderson, un exjugador de bàsquet de Clemson, per a millorar les seves habilitats de base. Va jugar al bàsquet a la Johnakin Middle School de Marion, on va ser entrenat per la seva mare i va fer una mitjana de 20 punts per partit.

### High School

#### Primer any i segon any
Williamson va assistir a Spartanburg Day School, una petita escola privada K-12 d'Spartanburg, Carolina del Sud, on va jugar bàsquet per als Griffins. Entre vuitè i novè cursu, va créixer de 5 peus 9 polzades (1,75 m) a 6 peus 3 polzades (1,91 m). En l'estiu previ a la seva primera temporada, Williamson va practicar en el gimnàs de l'escola i va desenvolupar les seves habilitats de salt. En aquest moment, també va competir per l'equip AAU dels Hornets de Carolina del Sud, on va ser company d'equip de Ja Morant. Com a estudiant de primer any, Williamson va fer una mitjana de 24,4 punts, 9,4 rebots, 2,8 assistències, 3,3 robatoris i 3,0 taps, guanyant prestigi a nivell estatunidenc. També va participar en el campionat estatal de l'Associació d'Escoles Independents de Carolina del Sud (SCISA). Al març de 2015, Williamson va participar en el Partit d'Estrelles Nord-Sud SCISA en Sumter, Carolina del Sud.
Durant el seu segon any a l'escola secundària, mesurava 6 peus i 6 polzades (1,98 m). Va fer una mitjana de 28,3 punts, 10,4 rebots, 3,9 taps i 2,7 pilotes robades per partit i va ser nomenat Jugador de l'Any de la Regió I-2A de SCISA. Va conduir als Griffin al seu primer títol de la Regió I-2A de SCISA en la història de l'institut. Al juny de 2016, Williamson va participar en l'Associació Nacional de Jugadors de Bàsquet (NBPA) Top 100 camp i en va ser el màxim anotador. A l'agost, va guanyar el concurs d'esmaixades d'exhibició Under Armour Elit 24 a la ciutat de Nova York.

#### Temporada júnior
Com a júnior, Williamson va fer una mitjana de 36,8 punts, 13 rebots, 3 pilotes robades i 2,5 taps per partit. Al començament de la temporada, es trobava entre els 50 jugadors seleccionats per a la llista de vigilància del Premi Naismith Prep al Jugador de l'Any. Durant la temporada 2016-17, va ser conegut a nivell estatunidenc, gràcies als vídeos virals de les seves actuacions. En el seu primer partit de la temporada, el 15 de novembre de 2016, va anotar 42 punts i va capturar 16 rebots en una victòria sobre Cardinal Newman High School. En el mateix mes, les seves millors jugades van atreure l'elogi del jugador de la NBA Stephen Curry. El 24 de novembre, Williamson va anotar 50 punts, incloses 10 esmaixades, juntament amb 16 rebots i 5 taps contra Proviso East High School (Illinois) en el Torneig de Campions. En una victòria 73-53 sobre l'Acadèmia Ramat Collegiate en el Clàssic Chick-fil-Al 21 de desembre, va registrar un rècord de torneig de 53 punts i 16 rebots, amb un 25 de 28 en tirs de camp. El 30 de desembre, Williamson va registrar 31 punts i 14 rebots per a guanyar el jugador més valuós (MVP) en el Farm Bureau Insurance Classic. El 15 de gener de 2017, el raper Drake va usar la seva samarreta en una publicació d'Instagram, fet que va suposar un impuls publicitari per al jugador.
Williamson va superar la barrera dels 2.000 punts el 20 de gener, quan va anotar 48 punts contra l'Escola Preparatòria Oakbrook. El 14 de febrer, va liderar el Dia de Spartanburg passat Oakbrook Prep per al seu primer títol de la Regió I-2A de SCISA, aportant 37 punts en la derrota 105-49. Williamson va trencar el rècord estatal de més partits de 30 punts en una temporada, amb 27 al final de la temporada regular. Va repetir com SCISA Regió I-2A Jugador de l'Any. El lloc web d'esports de l'escola secundària MaxPreps el va nomenar Júnior Nacional de l'Any i al primer equip All-American de High School, mentre que USA Today High School Sports li va atorgar el reconeixement al primer equip de All-USA. El 22 d'abril de 2017, Williamson va registrar 26 punts i 7 rebots per al seu equip en la derrota davant Romeo Langford i els Twenty Two Vision en un torneig d'Adidas Gauntlet. El juny, va aparèixer en la portada de la revista de bàsquet Slam. En un partit televisat, el 27 de juliol, va anotar 28 punts i va portar a SC Supreme a una victòria 104-92 sobre LaMelo Ball i els Big Ballers en el Campionat d'Estiu Adidas Uprising. L'agost, va ser nomenat MVP del campament Adidas Nations 2017 després de fer una mitjana de 22,5 punts i 7,2 rebots en 6 partits.

#### Temporada sènior
Durant la seva temporada sénior, Williamson va fer una mitjana de 36,4 punts, 11,4 rebots i 3,5 assistències per partit. Va debutar el 15 de novembre de 2017, anotant 46 punts i agafant 15 rebots, en la derrota contra Christ School. Durant el seu primer partit de casa, el 21 de novembre, va anotar 29 punts i 11 rebots, imposant-se a l'Escola Hammond. En aquell partit, Zion Williamson es va lesionar el peu esquerre i va estar més d'un mes sense jugar. Mentre es recuperava va afirmar:

"Realment ha estat un moment per créixer mentalment".

Williamson va tornar de la lesió l'11 de gener de 2018, anotant 31 punts en una victòria sobre els Asheville Christian Academy. El 13 de gener, en un partit televisat a nivell nacional en el Hoophall Classic, va anotar 36 punts quan el seu equip va perdre davant l'Escola Secundària Xinès Hills. Williamson va anotar 30 punts i 13 rebots en el seu últim partit a casa el 8 de febrer, en una victòria 58-54 sobre Greensboro Day School. El 17 de febrer, va registrar 37 punts, 10 rebots i 5 robatoris, mentre anotava el seu punt 3.000 en la seva carrera, enfront de l'Acadèmia Cristiana Spartanburg en el torneig SCISA Regió I-2A. Una setmana després, Williamson va guiar, el Dia de Spartanburg, al seu tercer campionat consecutiu de SCISA Regió I-2A després de registrar 38 punts contra Trinity Collegiate School.
El 28 de març, Williamson va jugar el McDonald's All-American Game 2018, on va anotar 8 punts en 17 minuts abans d'anar-se'n a la banqueta amb una lesió en el polze. La lesió també el va obligar a perdre's el Jordan Brand Classic i el Nike Hoop Summit durant el mes següent. Va ser nomenat part del primer equip de USA Today All-USA i al segon equip MaxPreps All-American. A més, va obtenir el reconeixement de Mr. Basketball de Carolina del Sud i va ser subcampió de Mr. Basketball USA.

### Universitat

#### Reclutament
Wofford li va oferir a Williamson la seva primera beca universitària de bàsquet quan era estudiant de primer any a l'escola secundària. Al final de la seva segona temporada, va rebre ofertes de 16 programes de la Divisió I de la NCAA, inclosos Clemson, Florida i Carolina del Sud, però no planejava prendre una decisió fins al seu últim any. L'estiu de 2016, Williamson va atreure la major atenció de Clemson, Florida, Carolina del Nord i Carolina del Sud. El 30 d'agost de 2016, va rebre una oferta de beca de Duke. Williamson també va rebre una beca de futbol americà d'Eric Mateos, però no va mostrar interès, ja que el seu objectiu era el bàsquet. En ingressar en la seva temporada júnior, va ser consensuat amb cinc estrelles i va ser classificat com el jugador número u de la promoció 2018 per 247sports.com. Al desembre de 2016, el director de reclutament de ESPN Paul Biancardi va qualificar a Williamson com "probablement el millor jugador en termes de producció" en la seva promoció. El 2018, la majoria dels experts en reclutament van predir que jugaria per a Clemson.
El 20 de gener de 2018 es va comprometre amb la universitat de Duke.
Duke, que havia aconseguit a R. J. Barrett i Cam Reddish a més de Williamson, es va convertir en el primer equip a aconseguir els tres millors reclutes d'un mateix curs des que van començar les classificacions de reclutament modernes. El seu padrastre Lee Anderson va comentar que Clemson va perdre un "avantatge de milla i mitja" en el reclutament de Williamson.

#### Temporada universitària

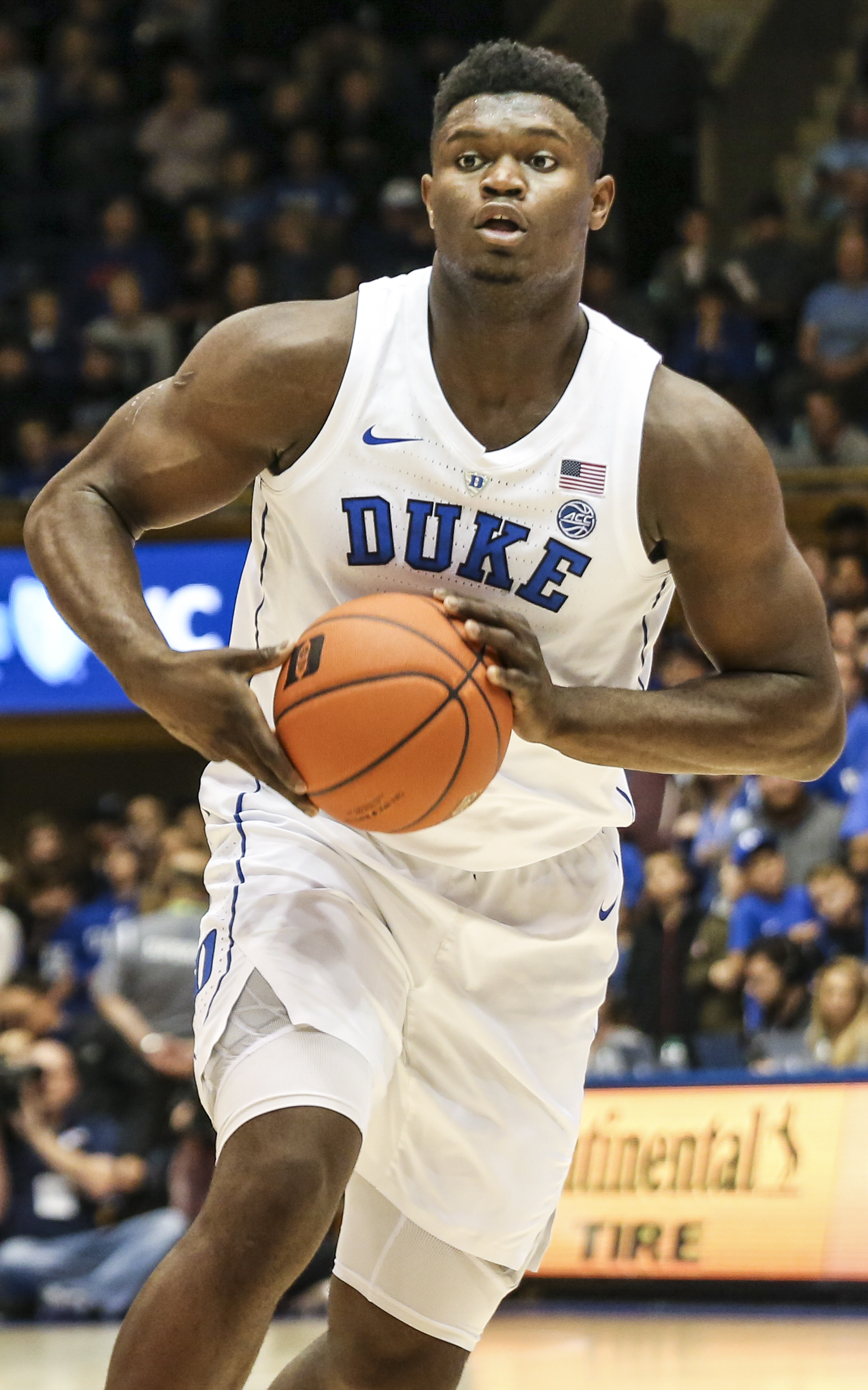
Williamson amb Duke el 2018.

Williamson va debutar amb els Blue Devils de la Universitat de Duke el 15 d'agost de 2018, en un partit de pretemporada contra Ryerson, equip universitari del Canadà. Van guanyar 86-67 amb 29 punts i 13 rebots de Zion, qui va anotar tres triples en quatre intents. Va acabar la temporada fent una mitjana de 22,6 punts, 8,9 rebots, 2,1 assistències, 2,1 robatoris de pilota i 1,8 taps per partit. Al final de la temporada, ell i el seu company d'equip i amic R. J. Barrett van trencar el rècord d'anotació en una temporada de debut establert per Marvin Bagley III.
Malgrat tenir tres dels millors reclutes del país en la seva llista, Duke no va poder guanyar el Torneig NCAA 2019, caient davant els Michigan State per un punt en la Final Regional Est.
Acabada la temporada, Williamson va ser guardonat amb el premi al Jugador de l'Any de l'ACC i al millor rookie de la conferència, unint-se als exjugadors de Duke Jahil Okafor i Marvin Bagley III com els únics receptors de tots dos premis. A més, va ser inclòs en els millors quintets defensiu i de novençans de la ACC. A més, Sporting News va nomenar a Williamson com el seu Jugador de l'any i millor novell.

#### Incident
El 20 de febrer de 2019, en una trobada davant North Carolina, Williamson va sofrir un esquinç de genoll de grau 1 als 36 segons de la trobada després que peu travessés la seva sabatilla Nike, la qual cosa va propiciar que rellisqués. No va tornar al partit i Duke va perdre 88–72. Nike va veure com el seu valor en el mercat borsari baixava $1100 milions l'endemà de l'incident. El dia posterior a la lesió, Duke va anunciar que Williamson seria avaluat dia a dia ("day-to-day"). L'incident va donar lloc a creixents crides perquè Williamson deixés de jugar al bàsquet a nivell universitari perquè ja s'havia consolidat com el principal número 1 del draft de l'NBA de 2019. A més, la lesió va provocar més crítiques a la NCAA per no pagar als estudiants-atletes. A partir d'aquí, no va participar en els sis últims partits del seu equip de la temporada regular.

#### Estadístiques
| Any     | Equip | PJ | PT | MPP  | %TC  | %3P  | %TL  | RPP | APP | ROB | TPP | PPP  |
| ------- | ----- | -- | -- | ---- | ---- | ---- | ---- | --- | --- | --- | --- | ---- |
| 2018–19 | Duke  | 33 | 33 | 30.0 | .680 | .338 | .640 | 8.9 | 2.1 | 2.1 | 1.8 | 22.6 |

### Professional

#### New Orleans Pelicans
Va ser triat en la primera posició del Draft de l'NBA de 2019 pels New Orleans Pelicans.
Va debutar oficialment en l'NBA el 22 de gener de 2020 contra els San Antonio Spurs, els va derrotar l'equip texà per 117 a 121, sumant 22 punts, 3 assistències i 7 rebots en 18 minuts en pista, a més d'un 4/4 en triples, la qual cosa ho va convertir en el primer jugador de la història de la lliga a debutar amb 4 triples anotats de 4 intentats. Al final de la temporada va ser triat en el millor quintet de rookies.
Durant la seva segona temporada, el 23 de febrer de 2021, va ser triat per primera vegada per a disputar el All-Star Game que es va celebrar a Atlanta. Entre febrer i abril va igualar a Shaquille O'Neal com el jugador amb més partits consecutius (25), fent una mitjana de més de 20 punts i amb un encert superior al 50% en tirs de camp. A més, Zion és el jugador que més punts va anotar aquella temporada des de 'la pintura' (prop de 20 per partit), sent el millor registre des de l'any 2000, només per darrere d'O'Neal. El 8 de maig, els Pelicans confirmaven una fractura al dit de Zion, que el deixaria fora per a la resta de la temporada. Fins a aquest moment, feia una mitjana de 27 punts, 7,2 rebots i 3,7 assistències en 61 partits, estant en el top 10 d'anotadors de la lliga i el quart en PER.
El setembre de 2021 es va operar d'una fractura al peu, de cara a estar llest per a l'inici de la temporada 2021-22. Però, diversos contratemps durant la recuperació van fer que es retardés el seu retorn a les pistes. Més tard, la data del seu retorn es va estipular per a mitjans de febrer, i finalment es va anunciar que no jugaria en tota la temporada.
L'1 de juliol de 2022 acorda una extensió de contracte amb els Pelicans per 5 anys i 231 milions de dòlars.

## Estadístiques de la seva carrera en l'NBA

### Temporada regular
| Any      | Equip        | PJ | PT | MPP  | %TC  | %3P  | %TL  | RPP | APP | ROB | TPP | PPP  |
| -------- | ------------ | -- | -- | ---- | ---- | ---- | ---- | --- | --- | --- | --- | ---- |
| 2019-20  | Nova Orleans | 24 | 24 | 27.8 | .583 | .429 | .640 | 6.3 | 2.1 | .7  | .4  | 22.5 |
| 2020-21  | Nova Orleans | 61 | 61 | 33.8 | .611 | .294 | .698 | 7.2 | 3.7 | .9  | .6  | 27.0 |
| Total    | Total        | 85 | 85 | 31.7 | .604 | .333 | .683 | 7.0 | 3.2 | .9  | .6  | 25.7 |
| All-Star | All-Star     | 1  | 1  | 14.0 | .556 | —    | —    | 1.0 | .0  | .0  | .0  | 10.0 |

## Perfil de jugador

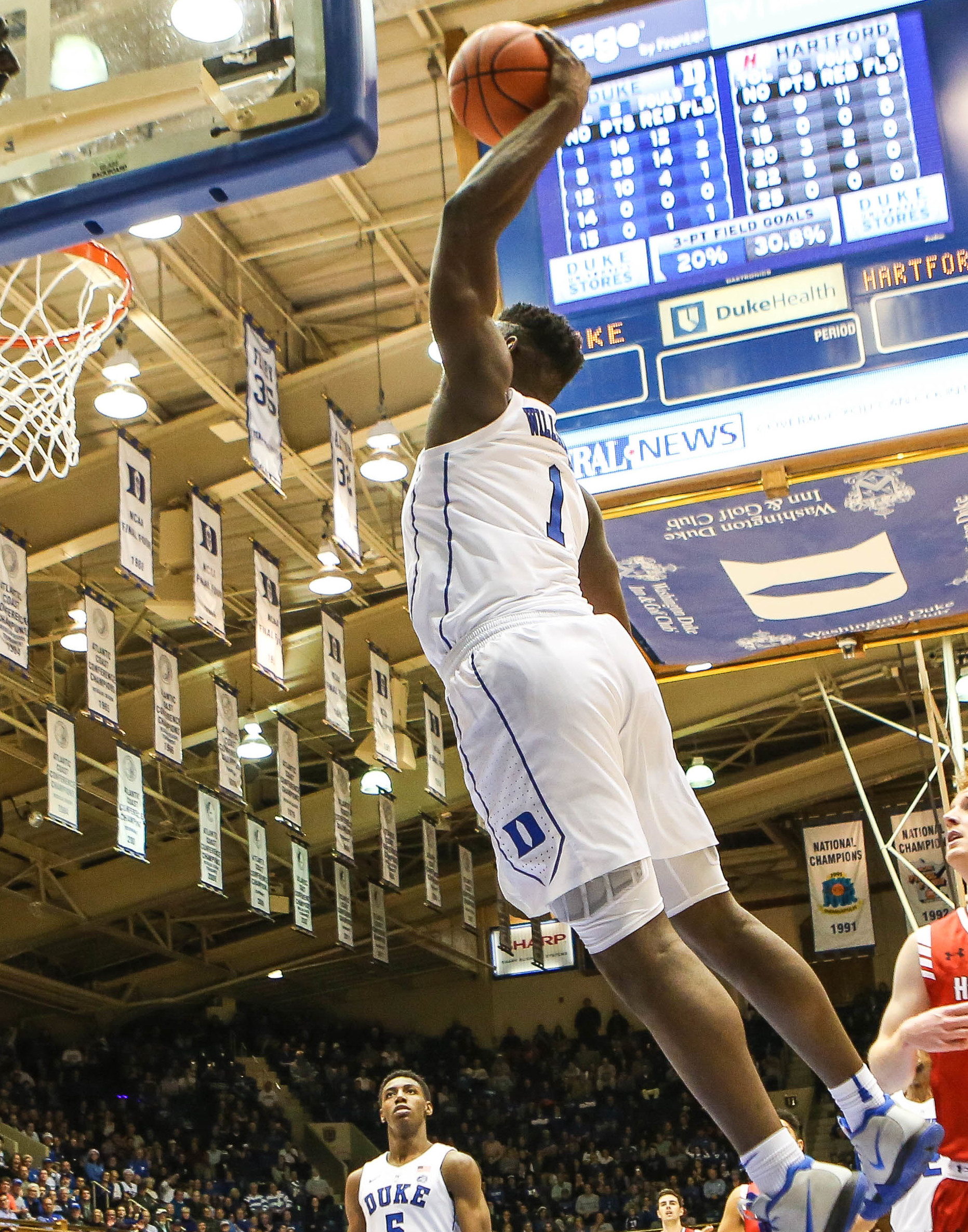
Williamson fent una esmaixada amb Duke el 2018.

Amb una alçada de 1,98 metres (i no de 2,01 metres com es deia abans que no ho comprobés l'NBA) i un pes de 129 quilograms, Williamson ha estat àmpliament elogiat pel seu poder físic. És conegut per la seva velocitat i la seva capacitat de salt, les quals són molt inusuals en un jugador del seu pes. Kevin Durant, campió de la NBA, ho va descriure com la «mena d'atleta que apareix una vegada per generació», mentre que un entrenador anònim de bàsquet universitari el va qualificar com «un fenomen de la naturalesa». Williamson juga en la posició d'ala-pivot, però també pot exercir com a pivot en un sistema small ball. La seva versatilitat com a basquetbolista l'ha dut a ser descrit com un jugador sense posició determinada. D'altra banda, a causa dels seus atributs físics, ha estat comparat amb els exjugadors de la NBA Charles Barkley i Larry Johnson, així com amb LeBron James i Julius Randle, que actualment competeixen a l'NBA. L'entrenador Roy Williams va dir a Williamson que era el millor jugador que havia vist des de Michael Jordan. Williamson és esquerrà.
Williamson té una granhabilitat per defensar a jugadors de diferents posicions gràcies a la seva longitud i velocitat, encara que els seus esforços en l'àmbit defensiu han estat qüestionats; malgrat tot, La seva explosivitat li permet posar taps amb facilitat i li atorga capacitat rebotejadora. La preocupació principal és el seu tir exterior, així com la seva tècnica. Ho compensa, però amb el seu maneig de pilota i les seves vistoses jugades, gràcies al seu físic atlètic.